# Viola Corella Manzanilla
María Viola Corella Manzanilla (Magdalena de Kino, Sonora, 5 de octubre de 1939) es una profesora y política mexicana, miembro del Partido Acción Nacional (PAN). Fue diputada federal en el periodo de 2003 a 2009.

## Biografía
Es licenciada en Educación egresada de la Escuela Normal de Sonora. Entre 1958 y 1973 fungió como maestra de grupo y subdirectora de la escuela Josefa Ortiz de Domínguez, y de 1973 a 1991 en la escuela Margarita Maza de Juárez, ambas en la ciudad de Agua Prieta, Sonora. Entre 1996 y 1996 fue interinamente directora de la escuela Profesor Armando Acuña.
A partir de 1979 fue miembro activo del PAN. En 1982 fue regidora del ayuntamiento de Agua Prieta que presidió Leonardo Yáñez Vargas. Al término de este periodo, durante el conflicto postelectoral en que tras las elecciones de 1985, el PAN reclamaba el triunfo en la elección al ayuntamiento que no le fue reconocida y como consecuencia a las protestas resultó incendiado el Palacio Municipal; acusados de este incendio fueron encarcelados varios militantes panistas que protestaban, entre ellos Viola Corella. Entre 1985 y 1988 consejera estatal del PAN. En esos mismos años fue secretaria general y luego consejera del comité municipal de Agua Prieta.
En las elecciones de 1988 fue candidata del PAN a la presidencia municipal de Agua Prieta, resultando triunfador en dicho proceso el candidato del PRI Baudelio Vildósola Terán. Entre 1991 y 1994 fue diputada suplente a la LIII Legislatura del Congreso del Estado de Sonora, sin llegar a asumir el cargo.
Entre 1994 y 1996 fue secretaria general de maestros jubilados y pensionados en Agua Prieta, en 1997 nuevamente candidata a regidora y entre 1998 y 2000 fue subcoordinadora de Mujeres de Acción por México A.C., del Sindicato Nacional de Trabajadores de la Educación (SNTE), y este último año fue además vocal en la Comisión Estatal de Acción Política del SNTE en representación del PAN.
En 2000 fue elegida diputada a la LVI Legislatura del Congreso de Sonora por el principio de representación proporcional; en ella, fue presidenta de la comisión de Atención y Apoyo a Personas con Discapacidad e integrante de la comisión de Asuntos de la Mujer.
Al término de éste cargo, fue a su vez elegida diputada federal por el principio de representación proporcional a la LIX Legislatura que concluyó en 2006. En ella fue integrante de la comisión de Cultura; y, de la comisión de Educación Pública y Servicios Educativos. El 7 de marzo de 2006 recibió licencia a su cargo, reincorporándose a él, el 14 de abril siguiente y permaneció como tal hasta el fin de la legislatura.
Tras este cargo se retiró de la política activa, volviendo a figurar en los medios de comunicación hasta el 25 de enero de 2020, cuando se reportó que fue víctima de un asalto en su casa, en donde resultó golpeada por sus agresores.